# 点环左式螺
点环左式螺（学名：Leamodonda exatum），是原始有肺目耳螺科Leamodonda的一种。主要分布于中国大陆，常栖息在潮间带。